# Keith Morris
Keith Morris (Hermosa Beach, California, 18 de septiembre de 1955) es un cantante y compositor estadounidense, conocido por su rol como líder de las bandas de hardcore punk Black Flag, Circle Jerks y el supergrupo Off!

## Carrera
Nació y creció en Hermosa Beach, California, formó Black Flag a la edad de 21 años con el guitarrista Greg Ginn y permaneció en la banda hasta el debut discográfico con el EP Nervous Breakdown.
Poco después de salir de Black Flag en 1979, formó Circle Jerks con el guitarrista Greg Hetson; la banda lanzó siete álbumes entre 1980 y 1995 y actualmente se reúnen de vez en cuando. 
En 2009 Morris formó el supergrupo Off! con el guitarrista Dimitri Coats, el bajista Steven Shane McDonald y el baterista Mario Rubalcaba.
Morris también ha aparecido como vocalista invitado en varios álbumes de otros artistas.

## Discografía

### Con Black Flag
- Nervous Breakdown (1978)
- Algunas canciones de Everything Went Black (1982)

### Con Circle Jerks
- Group Sex (1980)
- Wild in the Streets (1982)
- Golden Shower of Hits (1983)
- Wonderful (1985)
- VI (1987)
- Gig (1992)
- Oddities, Abnormalities and Curiosities (1995)

### Con Bug Lamp
- "Howling at the Moon (Sha-La-La)" en Gabba Gabba Hey: A Tribute to the Ramones (1991)
- "El Dorado" on Roadside Prophets banda sonora (1992)
- "The Ballad of Dwight Fry" en Welcome to Our Nightmare: A Tribute to Alice Cooper (1993)

### Con Midget Handjob
- Midnight Snack Break at the Poodle Factory (2000)

### Con Off!
- First Four EPs (2010)
- Off! (2012)
- Wasted Years (2014)
- Free LSD (2022)

### Participaciones especiales
| Año  | Artista             | Título                                                            | Créditos                                   |
| ---- | ------------------- | ----------------------------------------------------------------- | ------------------------------------------ |
| 1990 | Bad Religion        | Against the Grain                                                 | Coros en "Operation Rescue"                |
| 2001 | Fu Manchu           | California Crossing                                               | Vocalista líder en "Bultaco"               |
| 2002 | Rollins Band        | Rise Above: 24 Black Flag Songs to Benefit the West Memphis Three | Vocalista líder en "Nervous Breakdown"     |
| 2003 | Alkaline Trio       | Good Mourning                                                     | Coros en "We've Had Enough"                |
| 2004 | My Chemical Romance | Three Cheers for Sweet Revenge                                    | Coros en "Hang 'Em High"                   |
| 2004 | Wrangler Brutes     | Zulu                                                              | Coros en "Driving"                         |
| 2005 | Turbonegro          | Party Animals                                                     | Coros en "Wasted Again"                    |
| 2006 | The Bronx           | Social Club Issue No. One                                         | Vocalista líder en "Witness (Can I Get A)" |
| 2008 | Chingalera          | Dose                                                              | Coros en "Twenty Three"                    |
| 2008 | Klover              | Dose                                                              | Coros en "Brain"                           |
| 2009 | Trash Talk          | East of Eden                                                      | Coros en "East of Eden" y "Son of a Bitch" |